# Beaufort-en-Anjou
Beaufort-en-Anjou est une commune nouvelle française située dans le département de Maine-et-Loire, en région Pays de la Loire, créée le 1er janvier 2016.

## Géographie

### Localisation
| Mazé-Milon |                     | Les Bois d'Anjou |
|            | Beaufort-en-Anjou   |                  |
| La Ménitré | Gennes-Val-de-Loire | Longué-Jumelles  |

### Climat
Pour des articles plus généraux, voir Climat des Pays de la Loire et Climat de Maine-et-Loire.
En 2010, le climat de la commune est de type climat océanique altéré, selon une étude du CNRS s'appuyant sur une série de données couvrant la période 1971-2000. En 2020, Météo-France publie une typologie des climats de la France métropolitaine dans laquelle la commune est exposée à un climat océanique et est dans la région climatique  Moyenne vallée de la Loire, caractérisée par une bonne insolation (1 850 h/an) et un été peu pluvieux. 
Pour la période 1971-2000, la température annuelle moyenne est de 11,9 °C, avec une amplitude thermique annuelle de 14,4 °C. Le cumul annuel moyen de précipitations est de 626 mm, avec 11,3 jours de précipitations en janvier et 5,8 jours en juillet. Pour la période 1991-2020, la température moyenne annuelle observée sur la station météorologique de Météo-France la plus proche, « Fontaine-Guerin », sur la commune des Bois d'Anjou à 6 km à vol d'oiseau, est de 12,7 °C et le cumul annuel moyen de précipitations est de 666,2 mm,. Pour l'avenir, les paramètres climatiques de la commune estimés pour 2050 selon différents scénarios d'émission de gaz à effet de serre sont consultables sur un site dédié publié par Météo-France en novembre 2022.
| Mois                                  | jan.           | fév.           | mars          | avril         | mai           | juin          | jui.          | août         | sep.          | oct.          | nov.          | déc.          | année      |
| ------------------------------------- | -------------- | -------------- | ------------- | ------------- | ------------- | ------------- | ------------- | ------------ | ------------- | ------------- | ------------- | ------------- | ---------- |
| Température minimale moyenne (°C)     | 3,1            | 2,6            | 4,3           | 6,5           | 9,8           | 13,1          | 14,6          | 13,9         | 11,4          | 9,4           | 6             | 3,2           | 8,2        |
| Température moyenne (°C)              | 5,9            | 6,2            | 8,7           | 12            | 15            | 18,6          | 20,4          | 19,6         | 17,2          | 13,6          | 9,2           | 6,1           | 12,7       |
| Température maximale moyenne (°C)     | 8,6            | 9,8            | 13,2          | 17,4          | 20,3          | 24,1          | 26,3          | 25,4         | 22,9          | 17,8          | 12,5          | 9,1           | 17,3       |
| Record de froid (°C) date du record   | −11,2 07.01.09 | −11,5 12.02.12 | −9,9 01.03.05 | −3,1 04.04.22 | 1,1 14.05.10  | 4,2 01.06.06  | 6,7 10.07.04  | 5,8 21.08.14 | 2 29.09.07    | −2 26.10.10   | −5,4 30.11.10 | −8,3 29.12.05 | −11,5 2012 |
| Record de chaleur (°C) date du record | 16,3 24.01.16  | 22,2 27.02.19  | 25,1 31.03.21 | 29,3 15.04.15 | 32,1 28.05.17 | 40,5 18.06.22 | 40,7 23.07.19 | 39 07.08.20  | 35,7 14.09.20 | 30,9 02.10.23 | 22,3 08.11.15 | 16,9 19.12.15 | 40,7 2019  |
| Précipitations (mm)                   | 63,1           | 47,2           | 55,9          | 47,5          | 64            | 49,6          | 44,9          | 48,6         | 42,1          | 73            | 63,9          | 66,4          | 666,2      |

## Urbanisme

### Typologie
Au 1er janvier 2024, Beaufort-en-Anjou est catégorisée petite ville, selon la nouvelle grille communale de densité à sept niveaux définie par l'Insee en 2022.
Elle appartient à l'unité urbaine de Beaufort-en-Anjou, une unité urbaine monocommunale constituant une ville isolée,. Par ailleurs la commune fait partie de l'aire d'attraction d'Angers, dont elle est une commune de la couronne,. Cette aire, qui regroupe 81 communes, est catégorisée dans les aires de 200 000 à moins de 700 000 habitants,.

## Histoire
Créée par un arrêté préfectoral du 18 décembre 2015, elle est issue du regroupement des deux communes de Beaufort-en-Vallée et Gée qui deviennent des communes déléguées.

## Politique et administration

### Administration municipale
| Période         | Période                      | Identité                 | Étiquette | Qualité |
| --------------- | ---------------------------- | ------------------------ | --------- | --- |
| 9 janvier 2016  | 10 juillet 2017              | Jean-Charles Taugourdeau | LR        | Chef d'entreprise horticole Président de la CC de Beaufort-en-Anjou (1999-2014) Député de Maine-et-Loire (3e circ.) (2002-2020) |
| 10 juillet 2017 | 3 juillet 2020               | Serge Maye               | LR        | Retraité |
| 3 juillet 2020  | 28 janvier 2023              | Jean-Charles Taugourdeau | LR        | Chef d'entreprise horticole |
| 28 janvier 2023 | En cours (au 2 février 2023) | Alain Dozias             | SE        | Ingénieur retraité |

À la suite de la démission de plus d'un tiers – 13 sur 33 – des membres du conseil municipal en novembre 2022, une élection municipale partielle est organisée les 22 et 29 janvier 2023. À l'issue du premier tour de scrutin, la liste du maire sortant Jean-Charles Taugourdeau est sévèrement battue par celle d'Alain Dozias. Ce dernier est officiellement élu premier édile le 28 janvier 2023.

### Communes déléguées
| Nom                        | Code Insee | Intercommunalité        | Superficie (km2) | Population (dernière pop. légale) | Densité (hab./km2) |
| -------------------------- | ---------- | ----------------------- | ---------------- | --------------------------------- | ------------------ |
| Beaufort-en-Vallée (siège) | 49021      | CC de Beaufort-en-Anjou | 35,66            | 6 523 (2013)                      | 183                |
| Gée                        | 49147      | CC de Beaufort-en-Anjou | 6,38             | 486 (2013)                        | 76                 |

### Tendances politiques et résultats

#### Dernière élection présidentielle, résultats du deuxième tour
Election présidentielle de 2022 : 56,56% pour Emmanuel Macron (RE), 43,44% pour Marine le Pen (RN), 75,72% de participation.
Dernière élection législative, résultats du deuxième tour
Election législative de 2024 : 60,65% pour Anne-Laure Blin (LR), 39,35% pour Edouard Bourgeault (RN), 70,22% de participation.

### Intercommunalité
Beaufort-en-Anjou fait partie :
- de 2016 à 2017, de la communauté de communes de Beaufort-en-Anjou, dont elle est le siège ;
- à partir du 1er janvier 2017, de la communauté de communes Baugeois-Vallée.

## Population et société

### Démographie

#### Évolution démographique
L'évolution du nombre d'habitants est connue à travers les recensements de la population effectués dans la commune depuis sa création.

En 2022, la commune comptait 6 893 habitants, en évolution de −3,81 % par rapport à 2016 (Maine-et-Loire : +2,12 %, France hors Mayotte : +2,11 %).
| 2014  | 2015  | 2016  | 2021  | 2022  |
| ----- | ----- | ----- | ----- | ----- |
| 7 067 | 7 104 | 7 166 | 6 994 | 6 893 |

#### Pyramide des âges
La population de la commune est relativement jeune.
En 2018, le taux de personnes d'un âge inférieur à 30 ans s'élève à 38,5 %, soit au-dessus de la moyenne départementale (37,2 %). À l'inverse, le taux de personnes d'âge supérieur à 60 ans est de 23,1 % la même année, alors qu'il est de 25,6 % au niveau départemental.
En 2018, la commune comptait 3 557 hommes pour 3 654 femmes, soit un taux de 50,67 % de femmes, légèrement inférieur au taux départemental (51,37 %).
Les pyramides des âges de la commune et du département s'établissent comme suit.
| Hommes | Classe d’âge | Femmes |
| ------ | ------------ | ------ |
| 0,9    | 90 ou +      | 2,1    |
| 6,4    | 75-89 ans    | 9,8    |
| 12,9   | 60-74 ans    | 14,1   |
| 18,1   | 45-59 ans    | 16,7   |
| 20,8   | 30-44 ans    | 21,1   |
| 14,9   | 15-29 ans    | 13,8   |
| 26,0   | 0-14 ans     | 22,4   |

| Hommes | Classe d’âge | Femmes |
| ------ | ------------ | ------ |
| 0,9    | 90 ou +      | 2,1    |
| 7      | 75-89 ans    | 9,5    |
| 16,2   | 60-74 ans    | 16,9   |
| 19,4   | 45-59 ans    | 18,7   |
| 18,2   | 30-44 ans    | 17,5   |
| 18,8   | 15-29 ans    | 17,6   |
| 19,5   | 0-14 ans     | 17,6   |

## Culture locale et patrimoine

### Lieux et monuments
- Château de Beaufort-en-Vallée
- Église Notre-Dame de Beaufort-en-Vallée
- Musée Joseph-Denais
- Couvent des religieuses hospitalières de Saint-Joseph-de-la-Flèche.
- Manoir de Princé.
- Prieuré d'Avrillé.
- Église Saint-Aubin de Gée des XIIe et XVIe siècles, à l’origine simple chapelle desservant le château féodal et devenue église paroissiale en 1282[23],[24].
- Presbytère de Gée du XVIIe siècle[25].